# Pertako apylinkės
Pertako apylinkės este o arie protejată (sit de importanță comunitară — SCI) din Lituania întinsă pe o suprafață de 701,21 ha, integral pe uscat.

## Localizare
Centrul sitului Pertako apylinkės este situat la coordonatele 53°55′59″N 23°37′59″E / 53.9331°N 23.6331°E.

## Înființare
Situl Pertako apylinkės a fost declarat sit de importanță comunitară în noiembrie 2021 pentru a proteja un număr necunoscut de specii din flora spontană și fauna sălbatică aflate în arealul zonei.

## Biodiversitate
Situată în ecoregiunea boreală, aria protejată conține 11 habitate naturale: Lacuri eutrofice naturale cu vegetație de tip Magnopotamion sau Hydrocharition, Lacuri și iazuri distrofice naturale, Pajiști calcaroase din nisipuri xerice, Pajiști aluvionare boreale nordice, Mlaștini turboase de tranziție și turbării mișcătoare, Taiga vestică, Păduri caducifoliate de mlaștină fino-scandinave, Păduri pe pante, grohotișuri și ravene de Tilio-Acerion, Mlaștini împădurite, Păduri aluvionare cu Alnus glutinosa și Fraxinus excelsior (Alno-Padion, Alnion incanae, Salicion albae), Păduri central-europene de pin scoțian cu licheni.
La baza desemnării sitului se află un număr nedeclarat de specii protejate.